# Papieskie Dzieło św. Piotra Apostoła
Papieskie Dzieło św. Piotra Apostoła – jedno z czterech Papieskich Dzieł Misyjnych. Powstało w Caen we Francji w 1889 r. z inicjatywy Jeanne Bigard (1859-1934) i jej matki Stefanii Cottin. Jego zadaniami są: pomoc  w kształceniu i formacji seminarzystów oraz kandydatów do życia zakonnego w krajach misyjnych, pomoc w budowie i wyposażaniu seminariów oraz domów formacyjnych na misjach, budzenie odpowiedzialności za misje i troska o powołania w krajach misyjnych.

## Historia
Momentem decydującym o założeniu Dzieła był list biskupa Cousin z Nagasaki z 1889 r., w którym pisał o trudnościach w przyjęciu kandydatów do seminarium z powodu braku środków materialnych na ich utrzymanie (zgłosiło się wówczas 50 kandydatów, podczas gdy on mógł przyjąć tylko 12). 
List zapoczątkował zbieranie pieniędzy na utrzymanie seminarzystów. Ofiarodawcy, którzy zobowiązali się do systematycznego wpłacania składek na ich utrzymanie, stali się pierwszymi członkami nowo powstałego misyjnego dzieła. Wkrótce rozprzestrzeniło się ono po całej Francji i innych krajach Europy. 
W 1922 r. papież Pius XI ogłosił je Papieskim. Dzieło otrzymało za patronkę św. Teresę od Dzieciątka Jezus, która w Karmelu realizowała swą „małą drogę” dziecięcego zaufania Bogu. Teresa zrozumiała głęboki sens misji Kościoła, wypływającej z Bożej miłości i była jej zwiastunem. W 1925 r. papież Pius XI ustanowił ją patronką Dzieła św. Piotra Apostoła, a w 1927 r. wraz ze św. Franciszkiem Ksawerym ogłosił ich głównymi patronami misji katolickich. W 1997 r. Jan Paweł II ogłosił św. Teresę doktorem Kościoła.
Po śmierci matki Jeanne Bigard przekazała cały swój majątek na rzecz Dzieła Św. Piotra Apostoła. Przeniosła też jego siedzibę z Francji do Szwajcarii. Przeczuwając zbliżającą się chorobę, przekazała zarząd Dzieła Zgromadzeniu Sióstr Franciszkanek Misjonarek Maryi we Fryburgu. 

## PDPA dzisiaj
Dzisiaj Papieskie Dzieło św. Piotra Apostoła utrzymuje około 800 seminariów duchownych we wszystkich krajach misyjnych na całym świecie. Również dzisiaj problemem nie jest brak chętnych do seminariów, lecz brak środków na ich utrzymanie. Dlatego PDPA jest nadal konieczne, gdyż wiele Kościołów misyjnych nie jest w stanie sprostać wszystkim wymaganiom związanym z wykształceniem przyszłego duchowieństwa. Ofiarami na PDPA dysponuje Sekretariat Generalny Dzieła w Rzymie.
PDPA wspiera finansowo:
- kształcenie i formację seminarzystów oraz kandydatów do życia zakonnego w krajach misyjnych
- przygotowanie kadry, zajmującej się formacją seminarzystów
- budowę i wyposażanie seminariów oraz domów formacyjnych na misjach.

PDPA mogą wspierać wszyscy. Szczególnie zachęca się młodzież począwszy od gimnazjum lub szkoły średniej po studentów czy młodzież pracującą.

## Dzień patronalny
Dniem patronalnym Dzieła jest czwarta niedziela po Wielkanocy, czyli Niedziela Dobrego Pasterza, która jest Światowym Dniem Modlitw o Powołania.
Papież Paweł VI w liście apostolskim Benignissimus Deus (22 lutego 1965 r.), wystosowanym z okazji siedemdziesiątej rocznicy powstania PDPA, zaapelował do biskupów, aby każdego roku organizowali Dzień Modlitw o Powołania i zbierania ofiar na rzecz seminarzystów misyjnych.